# Градишче-при-Войнику
Градишче-при-Войнику (словен. Gradišče pri Vojniku) — поселення в общині Войник, Савинський регіон, Словенія. 
Висота над рівнем моря: 373,3 м.